# Kyathos
Kyathos er en antik græsk vasetype. Den har form som en kop med en lang, opret hank og blev brugt både som drikkekop og øse.
- Wikimedia Commons har flere filer relateret til Kyathos